# Michael Bergunder
Michael Bergunder (* 1966 in Halle (Saale)) ist ein deutscher Religionswissenschaftler und interkultureller Theologe.

## Leben
Bergunder studierte in Halle, Leipzig, Erfurt und Hamburg, promovierte 1993 an der Theologischen Fakultät in Halle und habilitierte sich ebendort im Jahre 1998. Seine Forschungsschwerpunkte sind u. a. die pfingstlich-charismatischen Bewegungen, Esoterik und Neue Religiöse Bewegungen sowie die südindische Religionsgeschichte. Er ist Professor an der Universität Heidelberg.
Seit 2007 ist er Mitglied im DFG-Exzellenzcluster „Asien und Europa im globalen Kontext“ der Universität Heidelberg. Bergunder ist Mitherausgeber der Neuen Halleschen Berichte. Quellen und Studien zur Geschichte und Gegenwart Südindiens.

## Ansatz einer globalen Religionsgeschichte
Bergunder vertritt den theoretischen und genealogischen Ansatz einer globalen Religionsgeschichte. Dieser Ansatz steht einem regionalisierten Ursprungsdenken gegenüber und hat seinen Ausgangspunkt in der Gegenwart. Die heute global dominante Vorstellung von Religion als Innerlichkeit lasse sich etwa bis in die zweite Hälfte des 19. Jahrhunderts zurückverfolgen. Die konzeptionelle Neubestimmung von „Religion“ sei als Reaktion auf die Debatte um das Verhältnis von Naturwissenschaft und Religion in der Mitte des 19. Jahrhunderts zu verstehen und habe darauf abgezielt, „Religion“ einen eigenen Geltungsbereich in Abgrenzung von den Naturwissenschaften zu sichern. Da die Debatte um das Verhältnis von Naturwissenschaft und Religion nicht nur in Deutschland, sondern auch im englischsprachigen Raum und durch koloniale Vernetzungen letztlich global geführt worden sei, sei auch die Reaktion von Seiten der Religionen eine entsprechend globale gewesen. Folglich gelte es „[d]ie in der Religionswissenschaft nach wie vor übliche Rede von einem ‚westlichen Religionsbegriff‘ [...] zu überwinden, denn sie beruft sich auf ein regionalisiertes Ursprungsdenken“.

## Publikationen
- Wiedergeburt der Ahnen: Eine religionsethnographische und religionsphänomenologische Untersuchung zur Reinkarnationsvorstellung. LIT 1994.
- Die südindische Pfingstbewegung im 20. Jahrhundert: Eine historische und systematische Untersuchung. Peter Lang GmbH, Internationaler Verlag der Wissenschaften 1999.
- Das Streben nach Einheit von Wissenschaft und Religion. Zum Verständnis von Leben in der modernen Esoterik. In: Eilert Herms (Hrsg.): Leben. Verständnis, Wissenschaft, Technik. Gütersloher Verlagshaus, Gütersloh 2005, S. 559–578.

Als Herausgeber
- Missionsberichte aus Indien im 18. Jahrhundert. Ihre Bedeutung für die europäische Geistesgeschichte und ihr wissenschaftlicher Quellenwert für die Indienkunde. (Neue Hallesche Berichte; 1). Halle 1999.
- Pfingstbewegung und Basisgemeinden in Lateinamerika. Die Rezeption befreiungstheologischer Konzepte durch die pfingstliche Theologie. (Weltmission heute; 39). Hamburg 2000.
- Religiöser Pluralismus und das Christentum: Festgabe für Helmut Obst zum 60. Geburtstag. (Kirche – Konfession – Religion). Vandenhoeck & Ruprecht 2001.
- Arier und Draviden: Konstruktionen der Vergangenheit als Grundlage für Selbst- und Fremdwahrnehmungen Südasiens. (Neue Hallesche Berichte). Harrassowitz Verlag 2002. doi:10.11588/xabooks.379.539
- Missionsberichte aus Indien im 18. Jahrhundert: Ihre Bedeutung für die europäische Geistesgeschichte und ihr wissenschaftlicher Quellenwert für die Indienkunde. (Neue Hallesche Berichte) Harrassowitz Verlag 2004.
- Esoterik und Christentum: Religionsgeschichtliche und theologische Perspektiven. Evangelische Verlagsanstalt 2005.
- Westliche Formen des Hinduismus in Deutschland. Eine Übersicht. (Neue Hallesche Berichte; 6). Halle 2006. doi:10.11588/xabooks.377.537.
- Mit Jörg Haustein: Migration und Identität: Pfingstlich-charismatische Migrationsgemeinden in Deutschland. Lembeck 2006.
- Mit Heiko Frese und Ulrike Schröder: Ritual, Caste, and Colonial Discourse in South India. (Neue Hallesche Berichte). Wiesbaden Harrassowitz 2010.
- Mit Allan Anderson, Andrée Droogers, Cornelis van der Laan: Studying Global Pentecostalism. Theories and Methods. Berkeley University of California Press 2010.